# Fernabrünst
Fernabrünst is een plaats in de Duitse gemeente Großhabersdorf, deelstaat Beieren.